# CGV 용산아이파크몰
CGV용산아이파크몰(영어: CGV Yongsan I PARK MALL)은 대한민국의 복합 상영관이다. CGV의 본사이며, CJ CGV의 플래그십 스토어이다. 본래 CGV용산이라는 이름이였으며, 2017년에 6개월간 리뉴얼하여 2017년 7월 18일 현재 이름으로 재개관하였다. 경쟁사인 플래그십 스토어로는 롯데시네마 월드타워, 메가박스 코엑스가 있다.

## 상영관
총 20관으로 구성되어 있다. 일반관, 4DX SCREEN관, 아이맥스관, GOLD CLASS관, CGV 아트하우스 박찬욱관, Cine De Chef관 등이 있다.

## 시설
- 씨네샵
- 미션브레이크 - 7층에 방탈출 시설인 미션브레이크가 있다.

## 아이맥스
2005년 12월 대한민국 최초의 아이맥스 스크린을 설치하였다. 2017년 보수를 통해 세계에서 가장 큰 복합 상영관용 아이맥스 스크린 상영관이자 대한민국에서 유일하게 아이맥스로 촬영된 비율인 1.43:1의 스크린 상영관이 되었다.